# أقمشة الأثاث

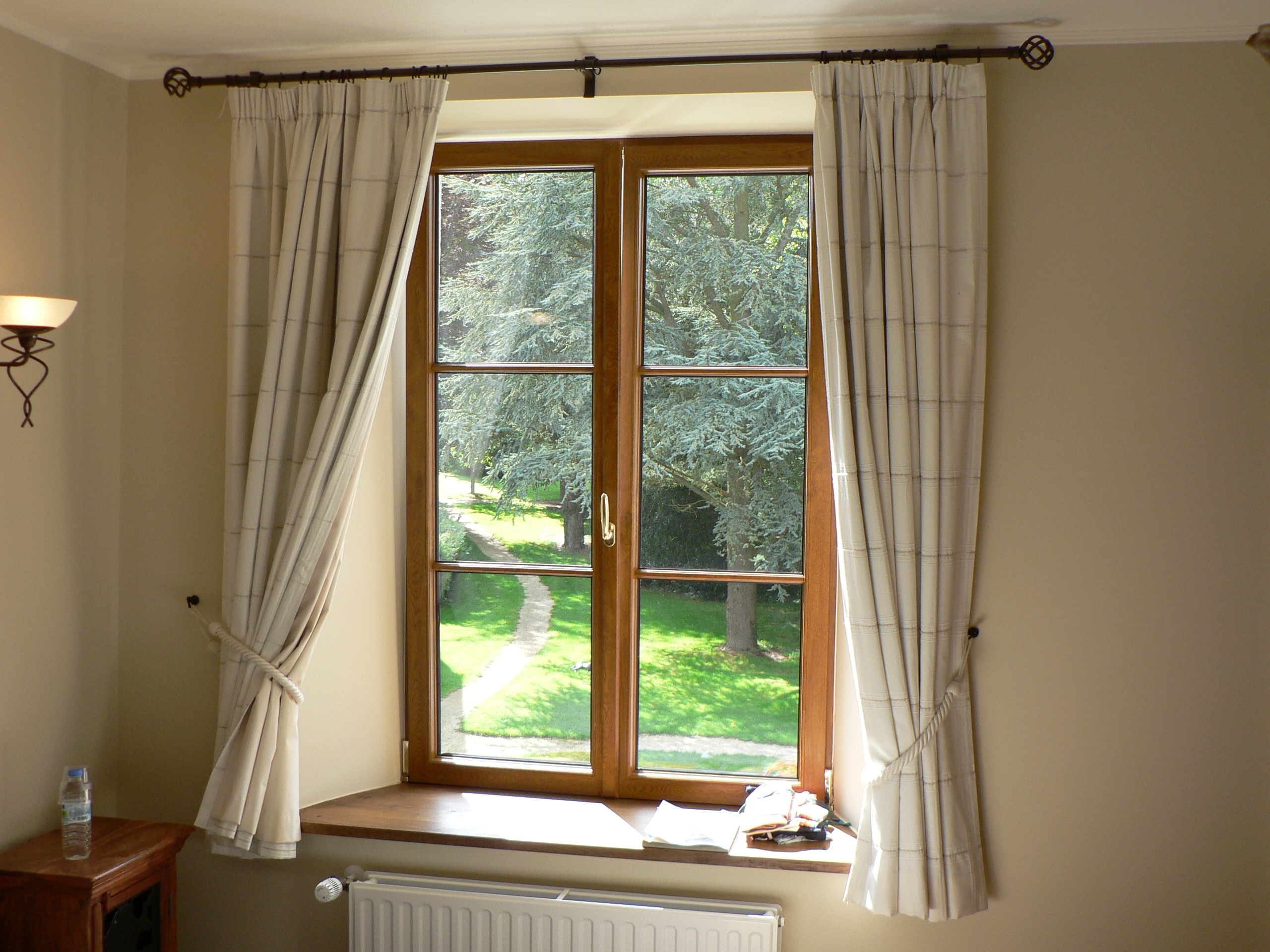
أقمشة الأثاث.

أقمشة الأثاث أو الستائر أو السُّجُف (بالإنجليزية: Drapery) هي كلمة عامة تشير إلى الملابس أو المنسوجات (الفرنسية القديمة draperie، وهي مأخوذة من اللاتينية المتأخرة drappus). وقد تشير إلى الأقمشة المستخدمة لأغراض الزينة؛ مثل القماش المستخدم حول النوافذ أو لتجارة بيع الأقمشة بالتجزئة لا سيما فيما يتعلق بالملابس من قِبل تجار أقمشة الأثاث.
وفي تاريخ الفن، تشير أقمشة الأثاث إلى أي قماش أو منسوجات مصورة، وعادة ما تكون ملابس. لقد جرت إعادة تخيل التصوير التخطيطي للطيات والأنماط المنسوجة من الملابس الفضفاضة على الشكل البشري، جنبًا إلى جنب مع النماذج القديمة، كبرنامج مصاحب للشكل الأنثوي من قِبل الرسامين والنحاتين اليونانيين في أوائل القرن الخامس وظلت مصدرًا رئيسيًا للصيغ الأسلوبية في النحت والرسم، حتى بعد تبني عصر النهضة لأشكال الملابس الأكثر إحباكًا. وبعد عصر النهضة، غالبًا ما كانت تُستخدم أقمشة كبيرة ليس لها غرض واضح للتزيين، لا سيما في الصور في الشكل المهيب؛ وتُعرف هذه أيضًا باسم أقمشة الأثاث.

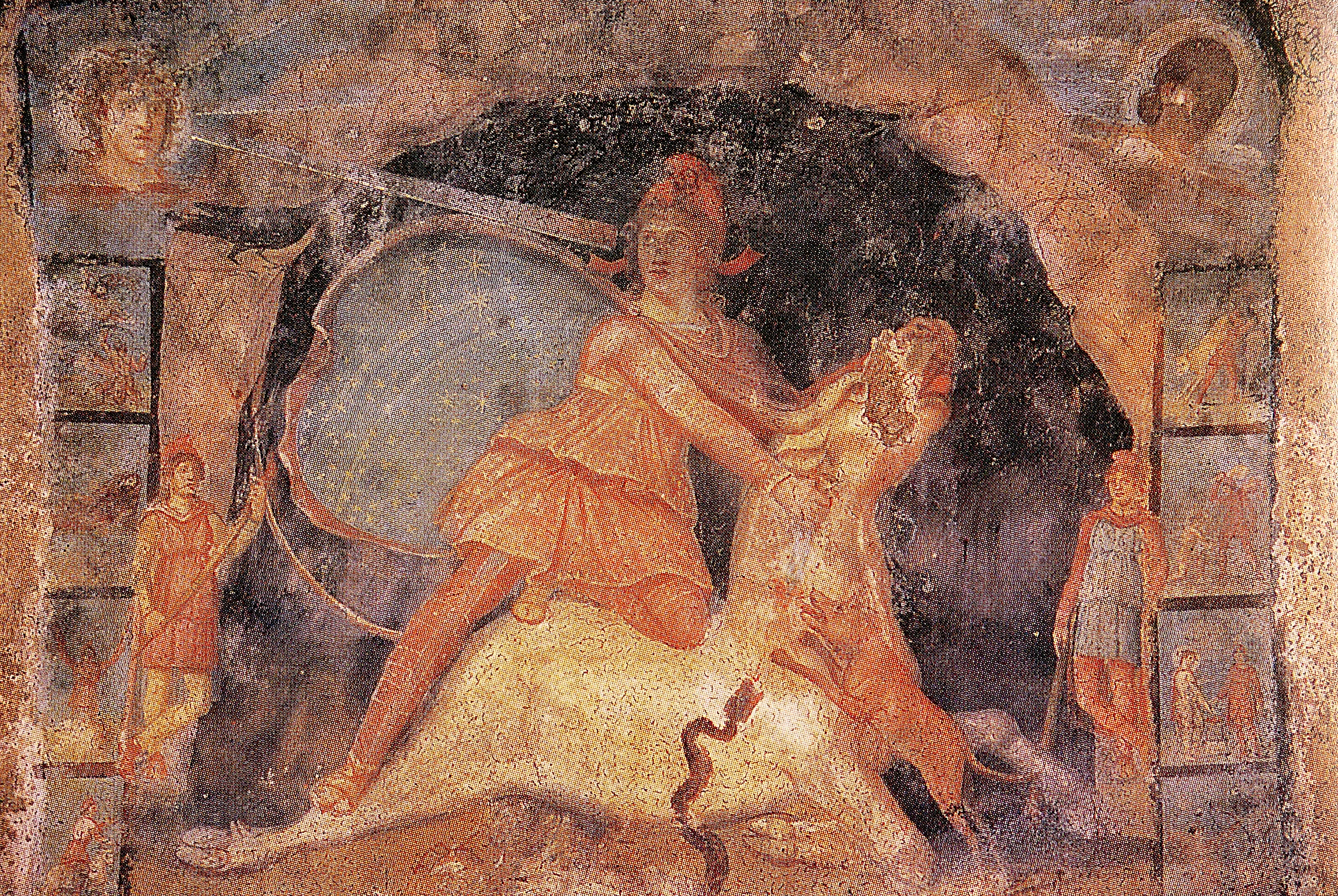
تصوير جصي لميثراس والثور من معبد ميثرائيم في مارينو، (القرن الثالث)

عند الإغريق، كما يشير سير كينيث كلارك (Sir Kenneth Clark)، جاءت الألبسة اللاصقة عقب الأشكال المنبسطة والمتعرجة، مع التأكيد على الشكل اللولبي والانبساط: «والألبسة العائمة تتيح رؤية خط الحركة التي مرت من خلاله.... وتدل أقمشة الأثاث، من خلال اقتراح خطوط القوة، على ماضي كل فعل ومستقبله المحتمل.» وناقض كلارك أقمشة الأثاث التي تتمتع بطابع رسمي في الإفريز في أولمبيا مع أشكال الإفريز النحتية الخاصة بالبارثينون، حيث «حصلت على الحرية والقوة التعبيرية التي ليس لها مثيل باستثناء ليوناردو دا فينشي (Leonardo da Vinci)». ولاحظ كلارك أن أشكال ذكور غير مكسوة «تم الاحتفاظ بها قيد الحركة من خلال العباءات الطائرة.»

## معرض أقمشة الأثاث في الفن

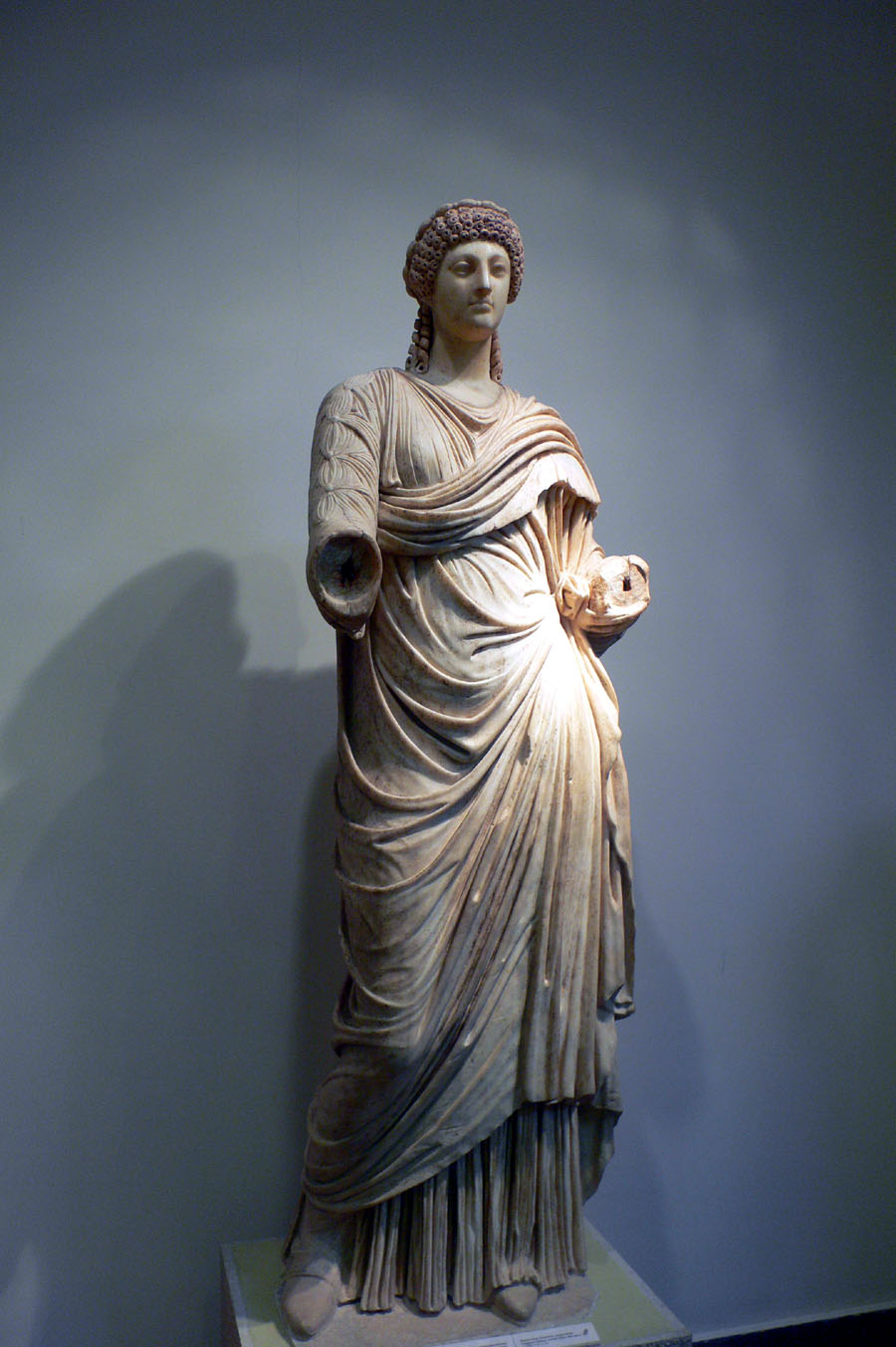
بوبائي (Poppaea)، زوجة نيرو
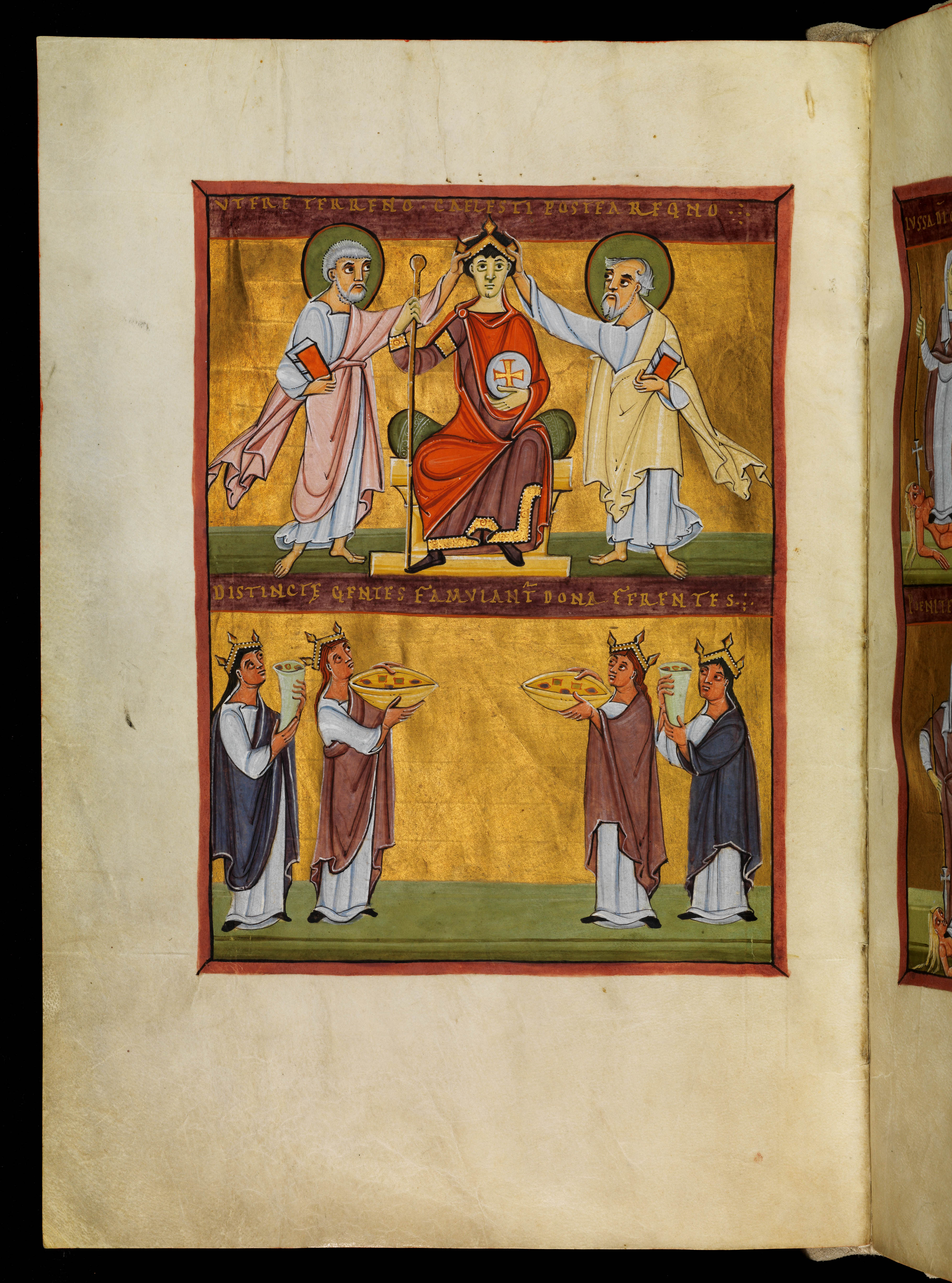
بامبرغ أبكاليبس (Bamberg Apocalypse)
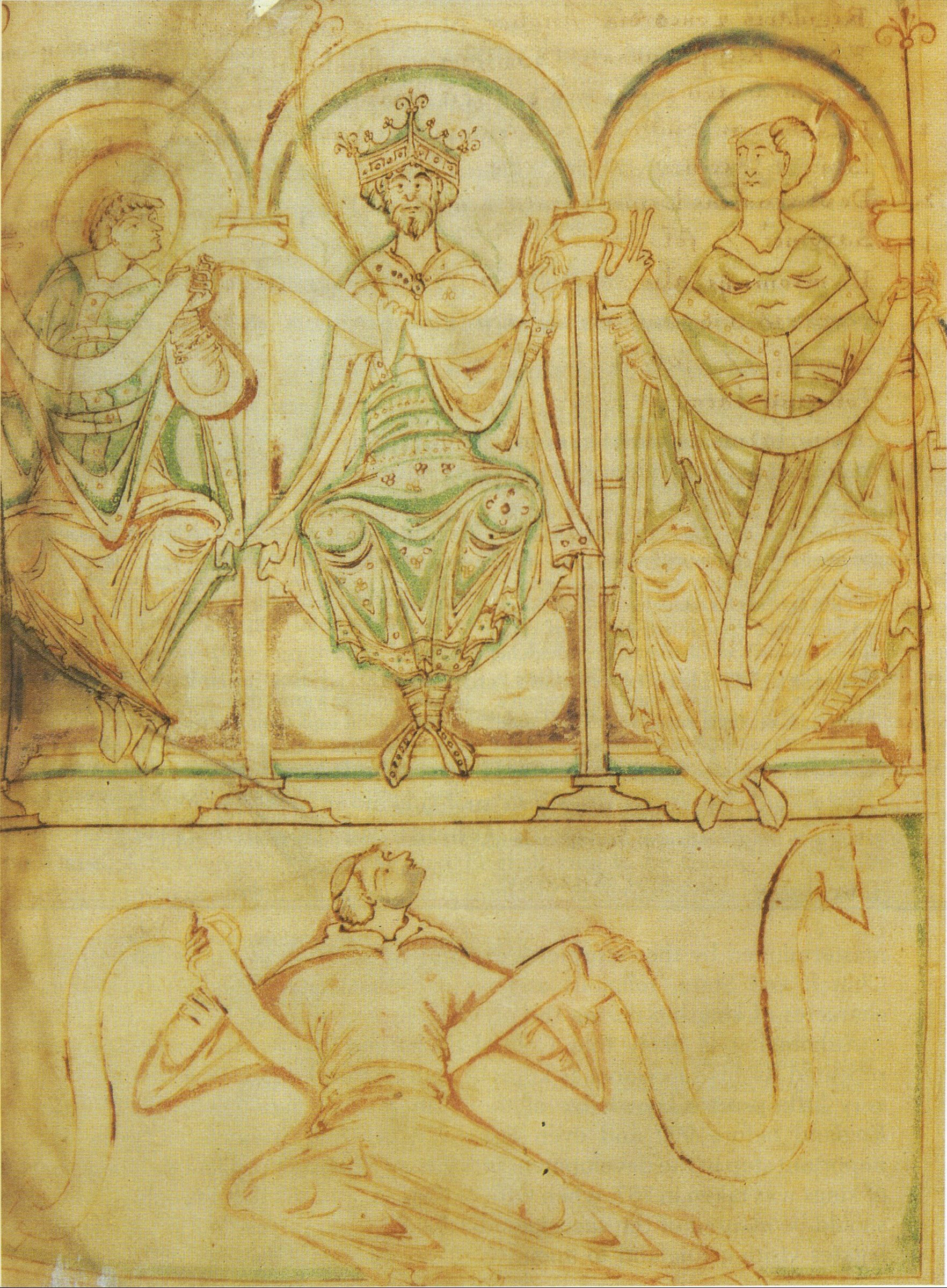
صورة مصغرة للفن الأنجلوسكسوني في القرن الحادي عشر
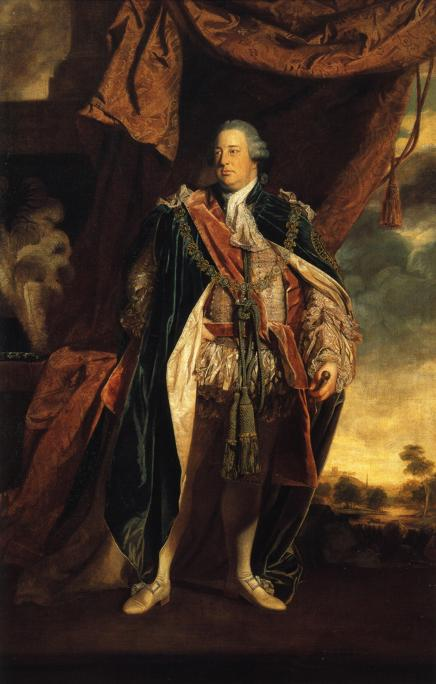
صورة رسمها جوشوا رينولدز (Joshua Reynolds) لأحد أبناء الملك جورج الثالث، وهو يرتدي جلباب فخم بالإضافة إلى Leonardo da Vinci